# 1994 في العراق
فيما يلي قوائم الأحداث التي وقعت خلال عام 1994 في العراق.

## سياسة

### تعيين في المنصب
- 29 مايو – صدام حسين رئيس وزراء العراق.

## مواليد

### يناير
- 12 يناير – نور العمري لاعبة رماية عراقية.
- 20 يناير – علي قاسم لاعب كرة قدم عراقي.
- 25 يناير – عبد القادر طارق لاعب كرة قدم عراقي.[1]
- 28 يناير – مصطفى سعدون لاعب كرة قدم عراقي.[2]

### مارس
- 1 مارس – زانا علي لاعب كرة قدم فرنسي.[3]
- 19 مارس – سعد ناطق لاعب كرة قدم عراقي.[4]

### مايو
- 9 مايو – أحمد عباس حطاب لاعب كرة قدم عراقي.[5]
- 23 مايو – ضرغام إسماعيل لاعب كرة قدم عراقي.[6]

### يوليو
- 1 يوليو – حسين فلاح لاعب كرة قدم عراقي.

### سبتمبر
- 9 سبتمبر – علي فائز لاعب كرة قدم عراقي.[7]

### أكتوبر
- 1 أكتوبر – علي حصني لاعب كرة قدم عراقي.
- 21 أكتوبر – فهد طالب لاعب كرة قدم عراقي.[8]

## وفيات

### نوفمبر
- 19 نوفمبر – محمد كاظم القزويني (مواليد 1930)

### تاريخ غير معروف
- باقر سماكة – شاعر وأستاذ جامعي عراقي (و 1924).